# NGC 3608
NGC 3608 is een elliptisch sterrenstelsel in het sterrenbeeld Leeuw. Het hemelobject werd op 14 maart 1784 ontdekt door de Duits-Britse astronoom William Herschel.

## Synoniemen
- UGC 6299
- MCG 3-29-22
- ZWG 96.22
- KCPG 278B
- PGC 34433